# Chikli Janwada, Aurad
Chikli Janwada là một làng thuộc tehsil Aurad, huyện Bidar, bang Karnataka, Ấn Độ.